# Александрово (Вачский район)
Алекса́ндрово — село в Вачском районе Нижегородской области, входит в состав Филинского сельсовета.

## География

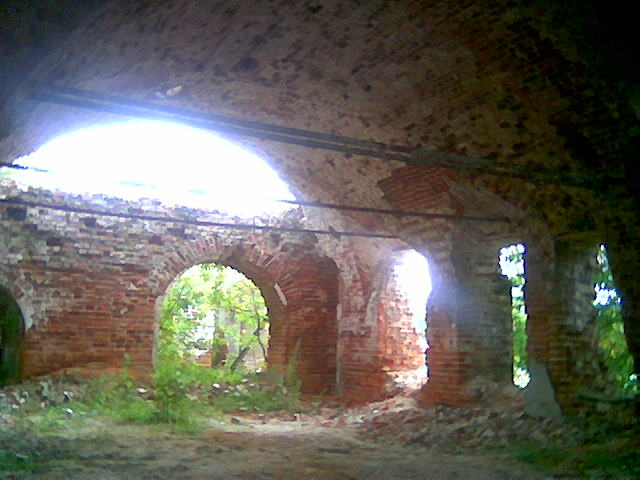
Руины церкви, интерьер

Село расположено на высоком правом берегу Оки. Добраться до Александрово можно на автомобиле по автодороге Р125 Муром — Нижний Новгород, повернув в Филинском по указателю в сторону Болтниково (Клина) и, примерно через 1 км после моста через Большую Кутру, повернуть налево на просёлочную дорогу, которая через 2 км приведёт к селу. Также можно доехать рейсовым автобусом Павлово—Клин до Болотниково и пройти до Александрова немногим более 2 км пешком.

### Пристань Александрово
На расстоянии около 3 км от села, на берегу Оки, примерно на 1 км ниже впадения в Оку её правого притока Большой Кутры, существует пристань «Александрово» (или «Александров»). У неё раньше останавливались суда регулярного пассажирского сообщения. В частности, в 1920-х годах существовала линия Москва — Нижний Новгород, а вплоть до 1990-х Касимов — Нижний Новгород. Расстояния по реке от Александрово: до Москвы — 893 км, до Нижнего Новгорода — 173 км.
Важность этой пристани в XIX веке подчёркивает то, что в словаре Брокгауза и Ефрона она упоминается среди шести существовавших пристаней на Оке во Владимирской губернии: «Пристаней по Оке во Владимирской губернии 6: Варежская, Степанково, Александрово, г. Муром, Дощатинская и Ляховская».

## История
Первые исторические сведения о церкви Николая Чудотворца в селе находятся в окладных книгах 1676 года. У церкви был двор попа Климонта, двор просвирницын, в приходе двор помещика Ивана Черткова, 7 дворов крестьянских и 5 бобыльских.
В начале ХХ-го века здесь находился небольшой завод по производству кирпича из красной глины, большинство печей в домах и церковь построены из них. Посреди села находится крупный карстовый провал. (Дата образования неизвестна. Старожилы утверждают что «в детстве с горок по его склонам катались».)
В конце XIX — начале XX века село входило в состав Клинской волости Муромского уезда Владимирской губернии, с 1926 года — в составе Монаковской волости. В 1859 году в селе числилось 11 дворов, в 1905 году — 39 дворов, в 1926 году — 44 дворов.
С 1929 года деревня входила в состав Болотниковского сельсовета Вачского района Горьковского края, с 1936 года — в составе Горьковской области, с 1954 года — в составе Клинского сельсовета, с 2009 года — в составе Филинского сельсовета.

## Население
| 1859 | 1905 | 1926 | 1999 | 2002 | 2010 |
| ---- | ---- | ---- | ---- | ---- | ---- |
| 83   | ↗138 | ↗209 | ↘4   | →4   | ↗5   |

Количество жителей Александрово всё время сокращается и, по мнению газеты «Нижегородские новости», село может прекратить своё существование в ближайшие годы.

## Достопримечательность
В селе расположена Церковь Казанской иконы Божией Матери. Церковь сильно разрушена, бесхозна и не восстанавливается.